# F1 2016 (computerspel)
F1 2016 is een racespel ontwikkeld door Codemasters. Het spel is gebaseerd op het Formule 1-seizoen 2016 en werd op 19 augustus 2016 uitgebracht voor de PlayStation 4, Xbox One en pc.